# پلتنا
پلتنا (به بلغاری: Pletena) یک منطقهٔ مسکونی در بلغارستان است که در شهرستان ساتووچا واقع شده‌است.
 پلتنا ۵۴٫۰۷۶ کیلومتر مربع مساحت و ۱٬۸۵۷ نفر جمعیت دارد و ۱٬۰۰۶ متر بالاتر از سطح دریا واقع شده‌است.